# TT187
La tombe thébaine TT 187 est située à El-Khokha, dans la nécropole thébaine, sur la rive ouest du Nil, face à Louxor en Égypte.
C'est la sépulture de Paherihet (Pȝ-hj-hȝ.t), prêtre d'Amon, datant de la XXe dynastie, qui l'a usurpé à un inconnu de la XIXe dynastie.
Paherihet est le fils de Ashaket (TT174) et Tadjabou. Sa femme s'appelle Moutemonet.

## Description

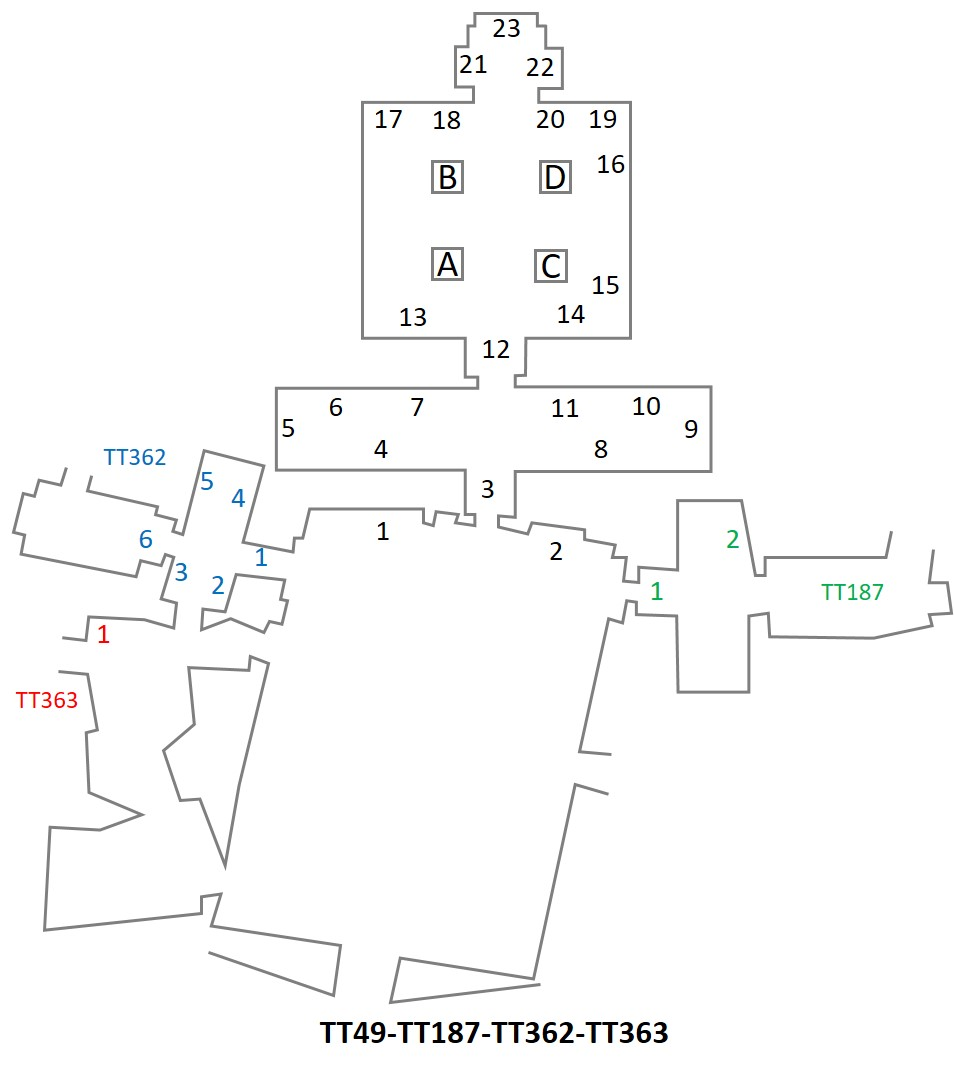